# Kirk Jones (acteur)
Kirk Jones (New York, 3 november 1973), beter bekend onder zijn artiestennaam Sticky Fingaz of Sticky, is een Amerikaans acteur en rapper. Jones is lid van de Amerikaanse rapgroep Onyx. Hij had onder andere een hoofdrol als "Blade" in Blade: The Series (juni tot september 2006).

## Filmografie
- Breaking Point (2009)
- Over There (2005)
- House of the Dead 2: Dead Aim (2005)
- Flight of the Phoenix (2004)
- Leprechaun: Back 2 tha Hood (2003)
- Reality Check (2002)
- The Twilight Zone, aflevering "Harsh Mistress" (2002)
- MacArthur Park (2001)
- Lift (2001)
- Lockdown (2000)
- Next Friday (2000)
- Black and White (1999)
- Game Day (1999)
- In Too Deep (1999)
- Ride (1998)
- Dead Presidents (1995)
- Clockers (1995)

- Bibliothèque nationale de France: cb14565602c (data)
- Gemeinsame Normdatei: 135328322
- International Standard Name Identifier: 0000 0000 5520 9013
- Library of Congress Control Number: n2003083181
- MusicBrainz: dd10cfe1-ced1-49f1-92cf-ac33265dc274
- Nationale Bibliotheek van Tsjechië: xx0076856
- Système universitaire de documentation: 157761347
- Virtual International Authority File: 24144648218276834442
- WorldCat: E39PCjJG9JmK9Yhtqf677JTfv3